# Simon Mignolet
Simon Mignolet (nascut el 6 de març de 1988) és un futbolista professional belga que juga com a porter al Club Brugge.
Ha format part del Liverpool FC de la Premier League i de la selecció nacional de Bèlgica.

## Palmarès
Sint-Truiden
- 1 Segona Divisió belga: 2008-09.

Liverpool FC
- 1 Lliga de Campions de la UEFA: 2018-19.

Club Brugge
- 1 Copa Belga: 2024-25